# Венсан Абубакар
Венсан Абубакар (фр. Vincent Aboubakar; 22. јануар 1992) професионални је камерунски фудбалер који игра на позицији нападача. Тренутно наступа за Бешикташ и репрезентацију Камеруна.

## Клупска каријера
Каријеру је почео у Котон Спорту, а 2010. године је потписао за Валансјен. Након три сезоне отишао је у Лорјан где је прву сезону завршио међу најбољим стрелцима са 16 голова.
Постао је играч Порта 24. августа 2014. године. Дебитовао је против Виторије 14. септембра. Први гол за Порто постигао је против БАТЕ Борисова у Лиги шампиона. Први лигашки гол постигао је против Аруке. Током сезоне је најчешће улазио у игру са клупе.
Наредне сезоне је играо чешће и ту прилику искористио па је постигао укупно 18 голова. Дана 27. августа 2016. отишао је на позајмицу у Бешикташ. У турском клубу се показао одлично, а након повратка у Порто је играо неупоредиво мање због повреде предњег укрштеног лигамента колена. У 2020. години се вратио у Бешикташ.
Дана 8. јуна 2021. потписао је уговор са Ел Насром.

## Репрезентативна каријера
За Камерун је дебитовао на пријатељској утакмици 29. маја 2010. против Словачке. Први гол је постигао на пријатељској утакмици против Пољске. У финалу Афричког купа нација 2017. против Египта постигао је победоносни гол за победу од 2:1.

## Трофеји

### Клупски
Котон Спорт
- Прва лига Камеруна (1) : 2009/10.

Бешикташ
- Суперлига Турске (2) : 2016/17, 2020/21.
- Куп Турске (2) : 2020/21, 2023/24.
- Суперкуп Турске (1) : 2024.

Порто
- Прва лига Португалије (2) : 2017/18, 2019/20.
- Куп Португалије (1) : 2019/20.
- Суперкуп Португалије (1) : 2018.

### Репрезентативни
- Афрички куп нација (1) : 2017.